# Ronneby brunnsbad

Ronneby brunnsbad är en badanläggning vid Ronneby brunn i Ronneby, Blekinge. Vid det så kallade Brunnsbadet har det hållits ett flertal simtävlingar, däribland konsthopp på SM-nivå. Anläggningen omfattar idag flera bassänger med åkattraktioner samt även en spaanläggning knuten till Brunnshotellet. Den ursprungliga bassängen anlades på 1960-talet och har kompletterats med ytterligare bassänger och vattenland under 2000-talet.

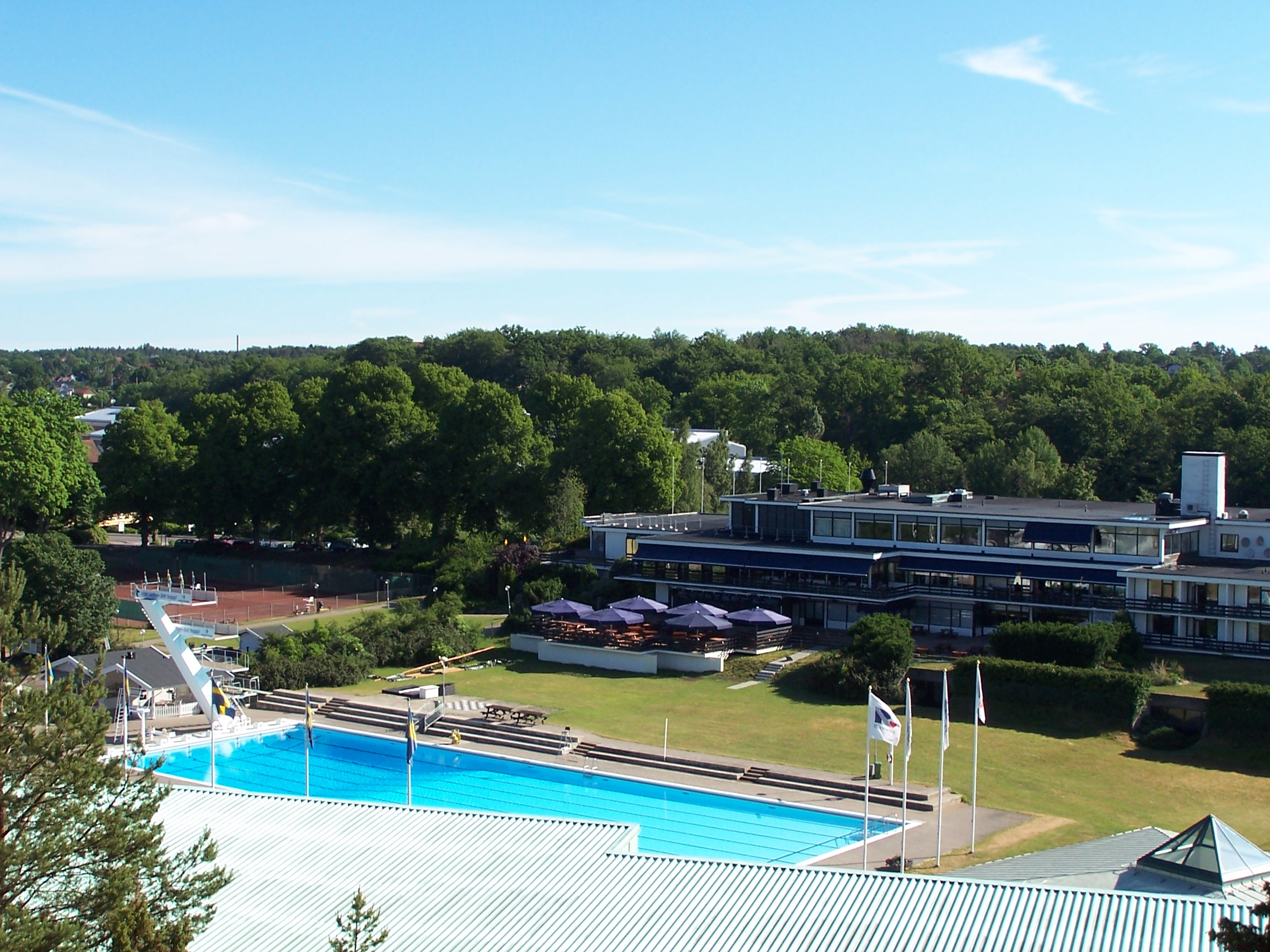
Restaurangdelen med tennisbanor till vänster och brunnsbadet längst fram i bild.
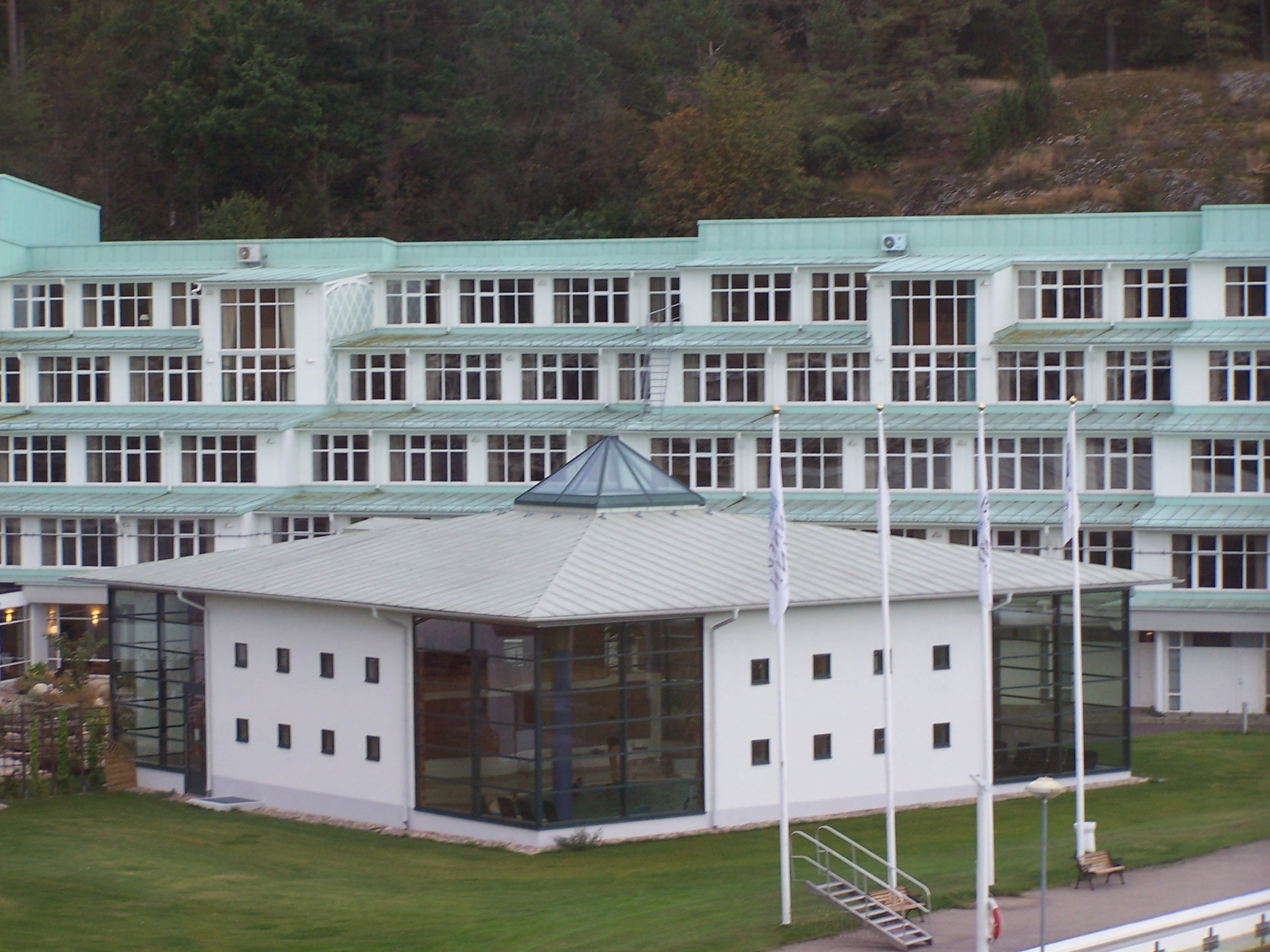
Ronneby Brunns nybyggda spa-anläggning med Silverhill i bakgrunden.